# Monotagma rhodanthum
Monotagma rhodanthum là một loài thực vật có hoa trong họ Marantaceae. Loài này được Maguire & Wurdack mô tả khoa học đầu tiên năm 1960.